# HTC Trinity
HTC Trinity，原廠型號HTC P3600，HTC P3600i，是台灣宏達電公司所推出的智慧型手機，搭載微軟 Windows Mobile 5，首款GPS PDA手機，2006年9月於歐洲首度發表。已知客製版本HTC P3600，HTC P3600i，Dopod D810，Dopod CHT9100，Dopod CHT9110，Orange SPV M700，Vodafone VPA Compact GPS，SFR S300+，Swisscom XPA v1510。

## 技術規格
- 處理器：Samsung SC32442A 400 MHz
- 作業系統：Windows Mobile 5.0 PocketPC Phone Edition
- 記憶體：ROM：128MB，RAM：64MB
- 尺寸：108 毫米 X 58.2 毫米 X 18.4 毫米
- 重量：150g（含電池）
- 螢幕：QVGA 解析度、2.8 吋 TFT-LCD 平面式觸控感應螢幕
- 網路：HSDPA/WCDMA/GSM
- GPS：配備GPS及A-GPS
- 藍牙：2.0 with EDR
- Wi-Fi：IEEE 802.11 b/g
- 相機：200萬畫素相機，支援自動對焦功能
- 電池：1350mAh充電式鋰或鋰聚合物電池

## 外部連結
- HTC P3600 概觀（页面存档备份，存于）
- HTC P3600 技術規格（页面存档备份，存于）
- HTC P3600i 概觀
- HTC P3600i 技術規格